# 色尔古镇
色尔古镇，原为色尔古乡，是中华人民共和国四川省阿坝藏族羌族自治州黑水县下辖的一个乡镇级行政单位。

## 行政区划
色尔古镇下辖以下地区：
色尔古村、五里村、地鱼村和竹别村。

## 中国传统村落
2013年8月，色尔古村被评为第二批中国传统村落。